# Équipe de Trinité-et-Tobago de cricket
L'équipe de Trinité-et-Tobago de cricket représente Trinité-et-Tobago dans les compétitions organisées par le West Indies Cricket Board dans les Caraïbes. Elle ne participe qu'exceptionnellement à des rencontres internationales : ses meilleurs joueurs peuvent être sélectionnés au sein de l'équipe des Indes occidentales qui, elle, dispute des matchs internationaux.

## Palmarès
- Regional Four Day Competition et prédécesseurs (4)[1] : 1969-70, 1970-71, 1984-85, 2005-06, titre partagé (1) : 1975-76.
- Tournoi inter-colonial (11) : 1901-1902, 1903-1904, 1907-1908, 1909-1910, 1924-1925, 1925-1926, 1928-1929, 1931-1932, 1933-1934, 1936-1937, 1938-1939, titre partagé (1) : 1921-1922
- WICB Cup et prédécesseurs (6)[2] : 1978-1979, 1980-1981, 1985-1986, 1986-1987, 1990-1991, 1999-2000
- Stanford 20/20 (1) : 2008.
- Caribbean Twenty20 (1) : 2011.